# Serpophaga munda
Serpophaga munda е вид птица от семейство Tyrannidae.

## Разпространение
Видът е разпространен в Аржентина, Боливия, Бразилия, Парагвай и Уругвай.